# 「まりちゃん」シリーズ
『「まりちゃん」シリーズ』は、上原きみこにより
小学館の学年別学習雑誌に連載されたバレエ漫画作品のシリーズ。
シリーズには『ハーイ!まりちゃん』、『ラブリーまりちゃん』、『ハッピーまりちゃん』等がある｡

## 概要
小学館の学年誌にて連載されていた。名前の由来は、主人公にまり（漢字のこともある）という名前が必ず入っていることからきている。
主人公のまりちゃん（各学年でフルネームは微妙に変わっている）が、バレエ少女からバレリーナに成長する物語。最初の作品は、1980年に発表された『ハーイ!まりちゃん』。その後1990年代初めまで次々と発表された。
ほとんどのストーリーでは、「まりちゃんの母親（同じくバレリーナが多い）は実は育ての母親で、産みの母親は別人。その母親には、まりちゃんの双子の片割れがいる」という設定である。
単行本は、当初小学館のてんとう虫コミックスから刊行されたが、現在では絶版となっている。また、講談社からは文庫版として刊行されたが、こちらも新刊書店では入手できなくなっている。
劇中のバレエとしては『白鳥の湖』などの実在作品を扱った事もあるが、『ハッピーまりちゃん』では作者の過去作品『ロリィの青春』『舞子の詩』にも登場した劇中劇の読み切り作品「エレナの赤い花」を創作バレエとして再び取り上げた。なお「エレナの赤い花」は上記2作品のほか『ハッピーまりちゃん』掲載時の学年誌にも再掲載されている。しかし1991年から1992年にかけて小学館の学習雑誌に連載されていた「ふたりのセレナーデ」はコミックス化、文庫化いずれもされてはいない。

## 作品リスト
- ハーイ!まりちゃん（全2巻）電子書籍 2巻
- ラブリーまりちゃん（全7巻）
- ハッピーまりちゃん（全7巻）電子書籍 7巻
- ハーイ!まりちゃん 愛のエトワール（全7巻）電子書籍 7巻
- 銀のトウシューズ（全6巻）
- 白鳥の歌（全4巻）
- ふたりのセレデーナ（未収録）

### 関連書籍
- 『メモリーズ☆昭和の少女まんが: 学年別学習雑誌昭和49~56年作品姫ヒロインとバレエ伝説編 (てんとう虫コミックススペシャル)』小学館(2017年)ISBN 978-4091426260